# Macchi C.207
Il Macchi C.207 è stato un aereo da caccia monomotore ad ala dritta progettato da Mario Castoldi e costruito dall'azienda italiana Aeronautica Macchi nella seconda metà della seconda guerra mondiale. La costruzione del prototipo fu fermata dall'armistizio dell'8 settembre 1943, quando ne era stata quasi completata la fusoliera.

## Storia del progetto
Dopo aver avviato la costruzione del prototipo del Macchi C.206, che doveva essere il definitivo caccia dell'Aeronautica Macchi dotato di propulsore Daimler-Benz DB 605, il capo progettista della ditta, ingegnere Mario Castoldi, avviò il progetto di un nuovo aereo che fu denominato C.207.
Infatti la Regia Aeronautica, sollecitata dall'Alfa Romeo, aveva richiesto la licenza di produzione del potente motore tedesco Daimler-Benz DB 603A-1 erogante 1 510 CV di cui si sarebbe avviata la produzione dopo l'esaurimento degli ordini relativi al DB 601 prodotto come RA 1000 RC.41-I Monsone.
La licenza non fu mai esercitata e la Regia Aeronautica ottenne solo tre esemplari del DB 603 che riservò alla costruzione dei prototipi della cosiddetta "Serie 6", cioè il Fiat G.56, il Reggiane Re.2006 ed il Macchi C.207.  Dopo la firma dell'armistizio dell'8 settembre 1943, e la costituzione della Repubblica Sociale Italiana, vennero avviati i piani per costituire un anello produttivo per il DB.603 che comprendeva le ditte FIAT, OM e Isotta Fraschini, ma ciò non fu mai attuato.

## Descrizione tecnica
Il progetto del C.207 prevedeva un caccia monoposto molto simile al precedente MC.206. A causa del maggiore peso del propulsore DB 603 (910 kg a secco) rispetto al DB 605 (751 kg) vennero eliminate le armi in fusoliera, con quest'ultima lievemente allungata.  Il serbatoio del carburante posto in fusoliera venne ampliato a 405 litri, mentre quelli alari furono ridotti a 80 litri ciascuno. Gli impennaggi di coda, rispetto al C.206, vennero ridotti di dimensione  e superficie.
Il propulsore era un Diamler Benz DB 603 a 12 cilindri a V rovesciata raffreddato a liquido, erogante la potenza di 1 510 CV a 5 700 m e 2 500 giri/min.; azionava un'elica tripala metallica a passo variabile in volo del diametro di 3,150 m. Il rapporto peso/potenza era di 2,87 kg/HP, mentre il carico utile era di 1 048 kg.
Il carrello d'atterraggio era triciclo posteriore, completamente retrattile, con carreggiata di 3,890 m.
L'armamento era composto da quattro cannoni Mauser MG-151/20A calibro 20 mm, sparanti fuori del disco dell'elica, con 250 colpi per arma.

## Impiego operativo
I lavori di costruzione del prototipo del C.207 ebbero vita breve. Una volta completato il progetto in dettaglio venne avviata la costruzione della fusoliera, ma l'armistizio dell'8 settembre 1943 portò all'abbandono di ogni ulteriore sviluppo.  Dopo la fine del conflitto l'Aeronautica Macchi propose il completamento del prototipo del C.207, rimotorizzandolo con il Packard V-1650 Merlin a 12 cilindri a V da circa 1 500 hp, con relativa riprogettazione del castello motore e di tutte le carenature anteriori. Questa soluzione non ebbe alcun seguito, e ciò che era stato realizzato del prototipo fu demolito. Lasciata la direzione tecnica della ditta varesina, l'ing. Castoldi si ritirò nella sua casa di Trezzano sul Naviglio, (Milano) dove disegnò il C.208 ed il caccia a reazione C.209, rimasti tutti e due sulla carta.

### Annotazioni
1. ↑  3,655 m in volo.
2. ↑  Sul C.206 erano rispettivamente 245 litri per quello in fusoliera, e 120 litri per ognuno dei due alari.
3. ↑  Superficie dell'impennaggio orizzontale 2,5432 m², superficie impennaggio verticale 1,200 m².
4. ↑  Così come fece la FIAT con il G.55 Centauro che venne adottato dall'Aeronautica Militare come G.59.

### Fonti
1. 1 2 3 4 5 6  Falzoni 1978, p. 21.
2. 1 2 3 4  Apostolo, Cattaneo, Massimello 2008, p. 43.
3. ↑  Abbate, Lazzati 1963, p. 145.
4. 1 2 3  il Volo.
5. 1 2 3 4 5  Falzoni 1978, p. 14.
6. 1 2 3  Gueli 2014, p. 62.